# Busta Rhymes
Trevor Tahiem Smith, Jr., conegut per Busta Rhymes (Brooklyn (Nova York), 20 de maig de 1972), és un raper i actor estatunidenc.

## Biografia
Trevor Tahiem Smith, Jr. va néixer el 20 de maig de 1972 al barri de Brooklyn, a Nova York. És el fill de Geraldine Green i Trevor Smith, tots els dos originaris de Jamaica. Amb 12 anys, es trasllada amb la seva família a Uniondale, Long Island, a continuació a Anglaterra alternant entre Liverpool i Morecambe fent els seus estudis al Uniondale High School, d'on surt titulat l'any 1990. Smith estudia a la George Westinghouse Career and Technical Education High School, al costat de Jay-Z, DMX i The Notorious B.I.G..

### Leaders de the New School i popularització (1989–1993)
L'any 1989, Smith, al costat dels rapers originaris de Long Island Charlie Brown (nascut Bryan Higgins), Dinco D (nascut James Jackson) i Cut Monitor Milo (nascut Sheldon Scott), formen el grup de rap East Coast anomenat Leaders of the New School (LONS). El grup és percebut millor quan actua al costat de Public Enemy. Chuck D de Public Enemy va donar a Busta Rhymes i Charlie Brown els seus noms d'escena respectius. Leaders of the New School es llança als enregistraments a finals de 1989. Leaders of the New School i publica el seu primer àlbum A Future Without a Past... L'any 1991 a l'etiqueta Elektra Records. Al començament de 1992, el grup participa en el posse cut Scenario del grup A Tribe Called Quest. L'any 1993, publiquen T.I.M.E. (The Inner Mind's Eye). Poc després, no obstant això, arriben les tensions a causa de la pujada en popularitat de Busta Rhymes, cosa que porta a la separació del grup en el moment dels Yo! MTV Raps.
L'estiu de 1992, Rhymes participa en cançons de nombrosos rapers i grups com Big Daddy Kane, Another Bad Creation, The Notorious B.I.G., Brand Nubian, A Tribe Called Quest, KRS-One, i en interludis en el primer àlbum de Mary J. Blige, What's the 411? i al segon àlbum del grup TLC, CrazySexyCool. Participa igualment a la coberta de l'àlbum Midnight Marauders del grup A Tribe Called Quest. Al començament de 1993, actua a Who's the Man? al costat dels seus antics companys de LONS. Aquell mateix any, participa en el film Strapped difós per la cadena HBO al costat de Fredro i Bokeem Woodbine, així com al film Higher Learning al costat d'Ice Cube i Omar Epps. A finals de 1994, després de la seva participació en la cançó Oh My God del grup 'A Tribe Called Quest, s'associa amb Puff Daddy, L Cool J, Rampage i el seu antic camarada de classe The Notorious B.I.G., sobre un remix del títol Flava In Ya Ear de Craig Mack. Durant aquest temps, Rhymes es compromet en una batalla memorable contra el futur Ol' Dirty Bastard. Rhymes treballarà també amb Diddy, Notorious B.I.G., The LOX, Fugees, Mary J. Blige, Foxy Brown, Mase, Jay-Z, Michael Jackson, DMX, Lil' Kim i Snoop Dogg per a diverses cançons qui no seran mai publicades.

### Primers àlbums (1995–1999)
L'estiu de 1995, Busta Rhymes es llança al seu primer àlbum The Coming, que publica el 26 de març de 1996 i arriba a la 6a plaça del Billboard 200. Un mes abans la publicació de l'àlbum, surt el single d'èxit Woo Hah!! Got You All in Check. L'àlbum següent, When Disaster Strikes... Strikes..., publicat el 23 de setembre de 1997 comprèn els singles Put Your Hands Where My Eyes Could See i Dangerous Aquest àlbum arriba a la tercera plaça del Billboard 200.
L'any 1998, Busta Rhymes publica The Imperial amb el grup Flipmode Squad, que compta, a més de Busta, Rah Digga, Rampage, Lord Have Mercy, Spliff Star i Baby Sham. El mateix any, grava i publica el seu nou àlbum Extintion Level Event (Final World Front) el 8 de desembre de 1998. El single Gimme Some More — que torna amb el tema del film Psycho — arriba al lloc 46 Rhythmic Top 40. L'àlbum, que arriba al lloc 12 del Billboard 200, destaca pel seu rap ràpid, en particular la cançó Iz They Wildin Wit Us? amb Mystikal.
Busta Rhymes publica a continuació, el 8 de desembre de 1998, l'àlbum Extintion Level Event: The Final World Front inspirat en el film de catàstrofes Deep Impact. Els singles Gimme Some More i What's It Gonna Be, amb Janet Jackson, en són els principals títols.

### Anarchy,Genesis, iIt Ain't Safe No More(1999–2004)

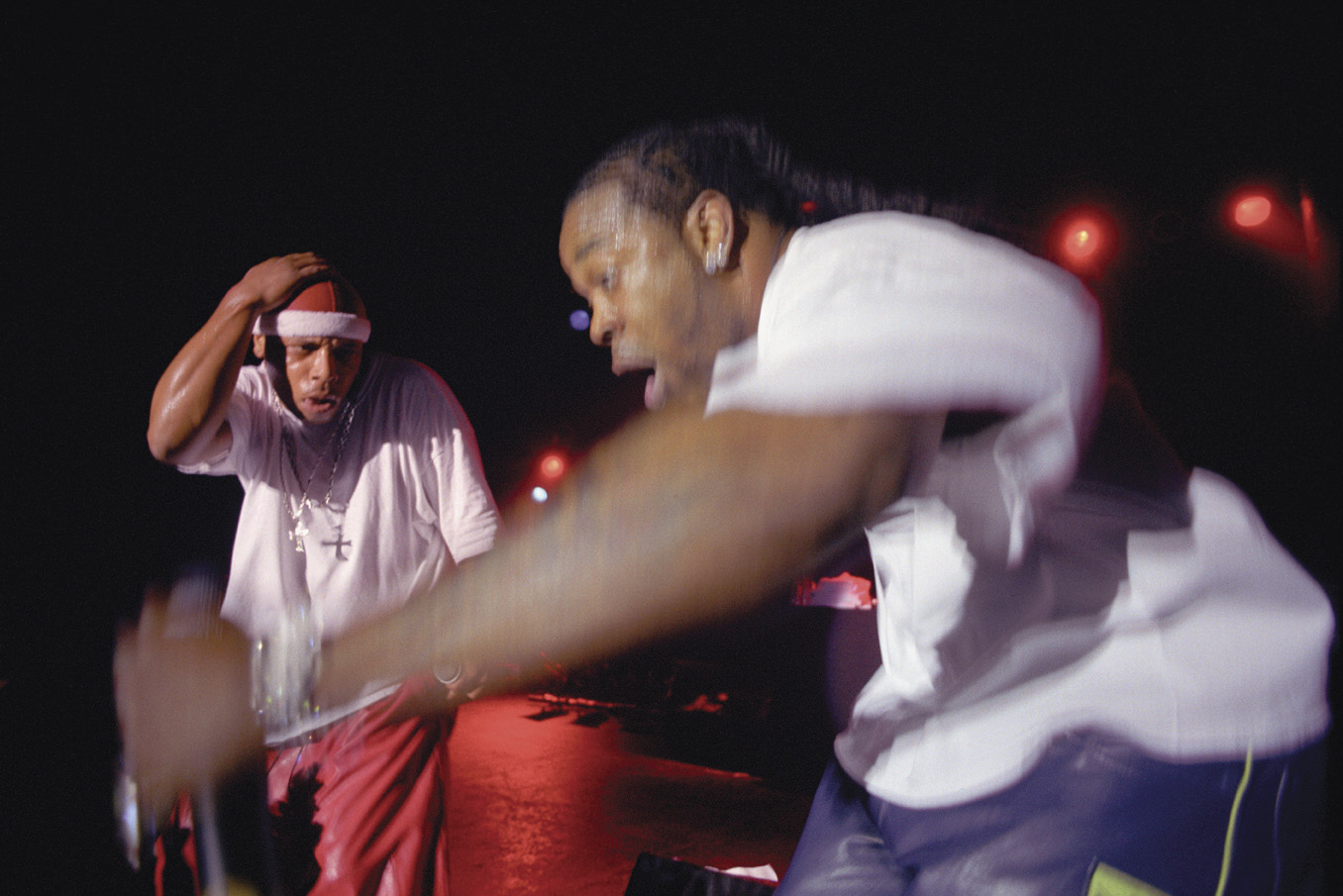
Busta Rhymes l'any 2002.

L'any 2000 surt Anarchy, el seu quart àlbum en solitari. L'àlbum no troba molt d'èxit. D'altra banda, Busta Rhymes abandona Elektra Rècords per a J Records.
L'any 2001, surt un nou àlbum titulat Genesis. L'èxit és a l'altura del seu tema, Break Ya Neck. Genesis conté també Shut Me Down 2002, produït per Pete Rock, i Pass the Courvoisier, i és produït per noms de fama mundial com Dr. Dre, The Neptunes o J Dilla.
L'any 2002, Busta Rhymes treu el seu sisè àlbum It Ain't Safe No More. El primer single Make It Clap, troba un immens èxit, sobretot després d'un remix amb Sean Paul. El segon, I Know What You Want amb Mariah Carey, també és molt popular.
L'any 2004, posa la seva veu al Videojoc Def Jam: Fight for NY al personatge  Magic.

### The Big BangiBack on My B.S.B.S. (2006–2009)
Per al seu àlbum següent, Busta Rhymes signa amb l'etiqueta de Dr. Dre, Aftermath Entertainment. El 12 de juny de 2006 treu The Big Bang del qual els primers singles són Touch It (i el seu remix amb convidats: Lloyd Banks, DMX, Rah Digga, Papoose, Mary J. Blige, Hebo, Missy Elliott, Method Man, Jay-Z i Nas) i I Love My Bitch (I Love My Chick per a les ones americanes) amb Will.i.am i Kelis. El clip reprèn el concepte del film Mr. & Mrs. Smith amb Gabrielle Union que agafa aquí el paper interpretat per Angelina Jolie.
El 2 de novembre de 2007, treu, amb el DJ Mick Boogie, una mixtape en homenatge al productor mort el febrer, J Dilla. La mixtape, titulada Dillagence, està composta de trossos gravats sobre instrumentals produïts per Dilla però que Busta no havia utilitzat mai. J Dilla havia col·laborat amb Busta Rhymes des del començament en solitari i remixant el seu tube Woo-Hah! Got You All in Check l'any 1996 i participant a continuació en tots els seus àlbums.
L'any 2008, Bus-A-Bus havia de treure el seu vuitè opus sol. En principi titulat Before Hell Freezes Over However, després Blessed, es titula finalment Back on My B.S.. L'àlbum, rebutjat moltes vegades, surt finalment el 2 de maig de 2009. El primer single és Arab Money produït per i amb Ron Browz. La sortida de l'àlbum havia estat retardada pel canvi d'etiqueta del raper: el setembre de 2008, havia abandonat Aftermath/Interscope després d'una baralla amb Jimmy Iovine abans d'agafar l'etiqueta de soul, Motown, filial de Universal Music Group.

### Cash Money, mixtapes i àlbums (des de 2010)

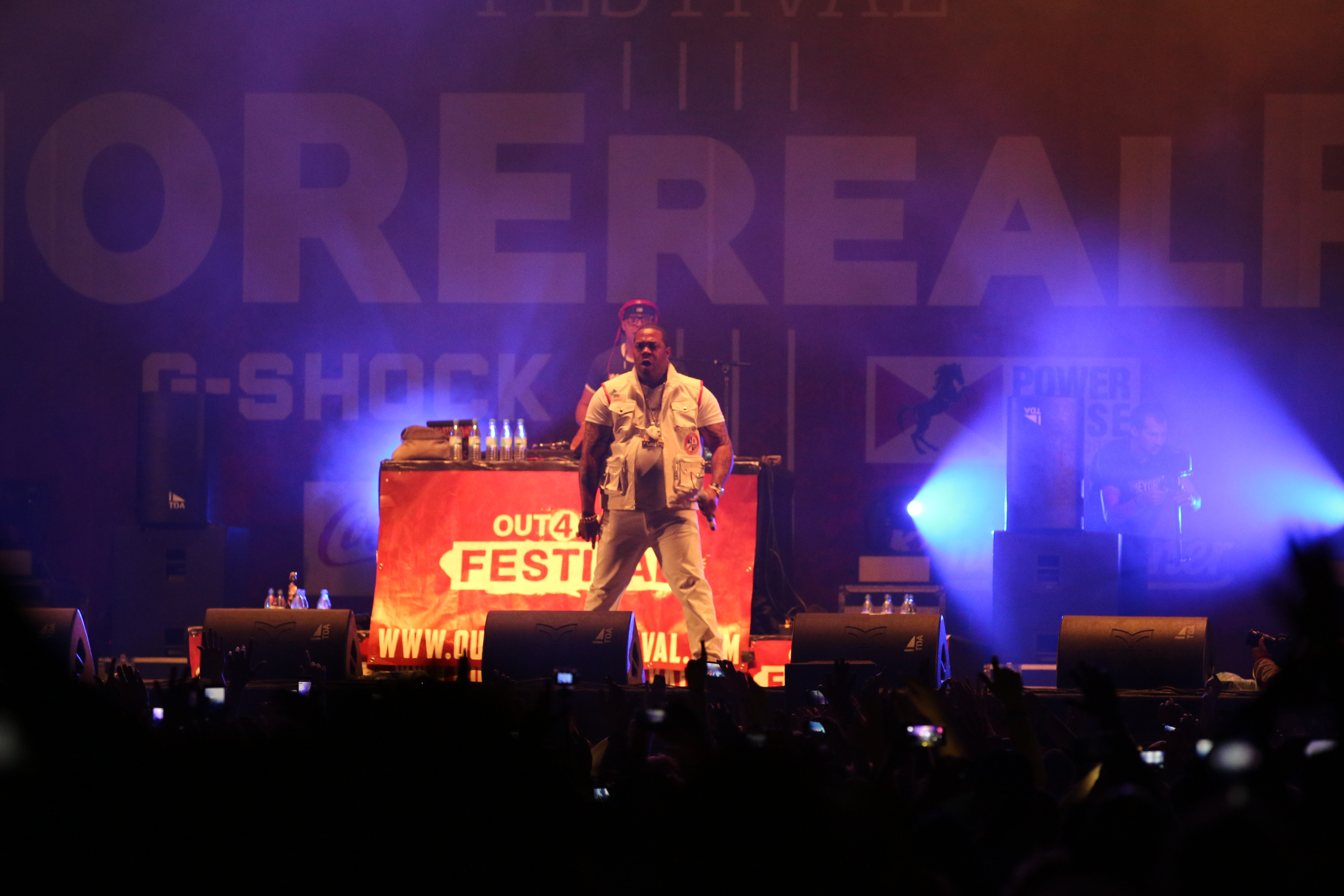
Busta Rhymes en escena l'any 2015.

El setembre de 2009, Busta Rhymes anuncia un novè àlbum al costat de Boi-1da, titulat The Chemo. En aquest període, anuncia haver-lo acabat al 80 %. El maig de 2010, Busta Rhymes canvia el títol del seu àlbum de The Chemo per a Extinction Level Event 2, fent de l'àlbum una continuació de l'àlbum Extintion Level Event (Final World Front).
L'1 de maig 2011 Rhymes participa en el llançament del show americà Big Brother Africa 6: Amplified. L'any 2011, Busta Rhymes actua al Gathering of the Juggalos. Busta Rhymes contribueix igualment a l'àlbum All 6's and 7's de Tech N9no, en el single, Worldwide Choppers Grava a continuació amb Justin Bieber la cançó Drummer Boy del seu àlbum, Under the Mistletoe, publicat l'1 de novembre 2011.
L'11 de novembre de 2011, es publica una cançó dedicada a Heavy D titulada You Ain't Gotta Wait Till I’m Gone.
El 2 d'agost de 2012, publica un àlbum gratuït titulat Year of the Dragon al lloc Google Play.

## Vida privada
Rhymes és pare de quatre fills: Et Ziah (nascut l'any 1993), Et Khi (nascut l'any 1999), Trillian (nascut l'any 2001), i Mariah (nascuda l'any 1998).
El 2 de setembre de 2007, el raper es va convertir a l'Islam.

## Discografia

### Àlbums
- 1996: The Coming
- 1997: When Disaster Strikes......
- 1992: Extinction Level Event: The Final World Front
- 2000: Anarchy
- 2001: Genesis
- 2002: It Ain't Safe No More
- 2006: The Big Bang
- 2009: Back on My B.S..
- 2012: Year of the Dragon

## Filmografia

### Com a actor
- 2003: Hip Hop Uncensored Vol. 1: Newrock Stars (vídeo)
- 1993: Who's the Man?: Jaween
- 1993: Strapped (telefilm): Buster
- 1995: Higher Learning de John Singleton: Dreads
- 1996: Cosby (sèrie TV) (temporada 2, episodi 8)
- 1998: Rugrats (The Rugrats Movie) de Norton Virgien i Igor Kovaljov: Reptar Wagon (veu)
- 2000: Shaft: Rasaan
- 2000: A la recerca d'en Forrester (Finding Forrester): Terrell Wallace
- 2002: Narc: Darnell Big D Love Beery
- 2002: Halloween: Resurrection: Freddie Harris
- 2003: Dude... We're Going to Rio (vídeo)
- 2003: The Neptunes Present: Dude We're Going to Rio! (vídeo): Rhymes
- 2003: Death of a Dynasty
- 2004: Full Clip: Pope
- 2004: Strong Arm Steady (vídeo)
- 2004: Busta Rhymes: Everything Remains Raw (vídeo)
- 2015: Master Of None: ella mateixa